# Silverstoneia flotator
Silverstoneia flotator (лат.) — вид бесхвостых земноводных из семейства древолазов. Таксономия вида подлежит пересмотру и уточнению, так как он может включать несколько разных видов. Возможно, имеет место симпатрия между этими лягушками и стройными древолазами (C. nubicola), в том числе при участии ещё не открытых местных видов.

## Описание
Самцы длиной от 12,8 до 17,6 мм, самки — от 13,9 до 18,3 мм. Эти лягушки имеют белое брюшко, серое горло (у самцов), в остальном тёмную расцветку, весьма изменчивую внутри вида или, возможно, видов. Строение тела хрупкое, строение конечностей характерное.

## Образ жизни
Лягушки активны во все сезоны, но в сухой концентрируются по берегам рек. Способны к мощным прыжкам, что отражено и в английском названии — rainforest rocket frog, то есть, ракетная лягушка дождевых лесов. Спаривание происходит в лесной подстилке. Икру прикрепляют к листьям. Головастики длиной от 9 мм развиваются в лесных реках, куда их переносят на спинах самцы лягушек. Их оральный диск специально приспособлен к питанию с поверхности воды. С помощью него головастик может всасывать воду и присасываться к камням. Взрослых особей находят в лесах и на камнях в реках. Самцы подают голос, квакая в течение дня, особенно после дождей, издаваемые звуки должны предупредить конкурентов о том, что территория занята ими. В случае игнорирования предупреждения чужаком, самцы дерутся, в итоге более сильный сидит на проигравшем, прижимая его к земле. Питаются лягушки насекомыми и их личинками.

## Распространение
Эти лягушки обитают в Панаме и Коста-Рике, предпочитая влажные низины. Сообщения об обнаружении их в Колумбии не нашли подтверждения. Ареал Colostethus flotator  сильно фрагментирован, его южная граница достоверно не установлена. Вид относится к широко распространённым и наименее угрожаемым, хотя считается, что он может пострадать от вырубки лесов, урбанизации и уничтожения среды обитания.